# SPF Seniorerna
SPF Seniorerna, tidigare Sveriges Folkpensionärers Riksförbund (SFRF) och Sveriges Pensionärsförbund (SPF), är en politiskt och religiöst obunden svensk intresseorganisation för pensionärer. 
SPF Seniorerna bildades 1939 och har cirka 250 000 medlemmar (2021), 26 distrikt och 800 föreningar. Organisationen är Sveriges äldsta förening för pensionärer och en av de största ideella organisationerna i landet. Den är, efter Pensionärernas Riksorganisation (PRO), den näst största organisationen för pensionärer.
Prioriterade frågor är äldres ekonomi, hälsa och omsorg, boende, inflytande och rätt att arbeta. Förbundsordförande är sedan 2025 Maria Larsson och generalsekreterare är sedan 2015 Peter Sikström.

## Historia
1939 bildades Sveriges Folkpensionärers Riksförbund (SFRF) i Göteborg med syfte att protestera mot pensionärers usla ekonomiska situation. Vid bildandet bestod föreningen till stora delar av kommunister och syndikalister och betraktades under sina första år som en i praktiken kommunistisk organisation. När Alfrida Lindström formellt valdes till ordförande, 1949, blev hon inte bara första kvinna på posten, hon tog också med sig föreningen i en mer socialdemokratisk riktning. Under förbundets första decennier var Ivar Lo Johansson en aktiv supporter och skrev boken Åldersdoms-Sverige, som propagerade för vård i hemmet istället för vårdhem, något som 1952 blev lag. Under 60-talet led föreningen av låga medlemstal och usel ekonomi, varför kansliet en tid flyttade in i källaren hos dåvarande ordförande Viktor Törnberg. Ekonomin stabiliserades och under 70-talet hade förbundet, under ledning av Vilhelm Tell, stort inflytande på utvecklingen inom Socialtjänsten i äldrefrågor. Förbundet hade samtidigt stora ambitioner att växa i landet. Under 80-talet skedde avvecklades ålderdomshemmen och stora förbättringar skedde inom äldrepolitiken. Föreningen bytte år 1986 namn till Sveriges Pensionärsförbund (SPF) och den 1 januari 2014 till det nuvarande namnet SPF Seniorerna.

## Kongress
Vart tredje år hålls en kongress. Det är SPF Seniorernas högsta beslutande organ.

## Tidning
Medlemstidningen Senioren (tidigare Veteranen och andra namn) utkommer med 9 nummer per år.

### Notförteckning
1. ↑  ”Om förbundet”. SPF Seniorerna. 12 december 2018. https://www.spfseniorerna.se/om-forbundet/. Läst 2 januari 2019.
2. ↑  ”SPF Seniorerna - Om förbundet”. www.spf.se. https://www.spfseniorerna.se/om-forbundet/. Läst 11 juni 2017.
3. ↑  ”SPF Seniorerna - Så tycker vi”. www.spf.se. https://www.spfseniorerna.se/sa-tycker-vi/. Läst 11 juni 2017.
4. 1 2 3 4 5  ”80 år med SPF seniorerna”. SPF. https://www.spfseniorerna.se/globalassets/forbund/dokument-2020/spf-seniorerna-80-ar_jubileum.pdf. Läst 21 november 2022.
5. 1 2  ”SENIOREN. Kvinna pensionärsbas på 40-talet”. DN.SE. 17 mars 1999. https://www.dn.se/arkiv/konsument/senioren-kvinna-pensionarsbas-pa-40-talet/. Läst 21 november 2022.
6. ↑  ”Gammal i folkhemmet”. Nordiska museet. 16 januari 2013. Arkiverad från originalet den 21 november 2022. https://web.archive.org/web/20221121160700/https://www.nordiskamuseet.se/artiklar/gammal-i-folkhemmet. Läst 21 november 2022.
7. ↑  ”SPF Seniorerna - Kongress 2017”. Arkiverad från originalet den 3 maj 2017. https://web.archive.org/web/20170503011125/http://www.spfseniorerna.se/om-forbundet/kongress-2017/. Läst 11 juni 2017.